# Ketteringham
Ketteringham is een civil parish in het bestuurlijke gebied South Norfolk, in het Engelse graafschap Norfolk met 178 inwoners.